# Монголски мишелов
Монголски мишелов (Buteo hemilasius) е вид птица от семейство Ястребови (Accipitridae).

## Разпространение
Видът е разпространен в Бутан, Индия, Китай, Казахстан, Киргизстан, Монголия, Непал, Русия, Северна Корея, Таджикистан и Южна Корея.